# C. K. Nagesh

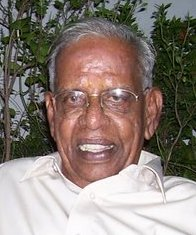
C. K. Nagesh (2005)

C. K. Nagesh (bürgerlicher Name: Gundappa Rao; Tamil: நாகேஷ்; * 27. September 1933 in Dharapuram; † 31. Januar 2009 in Chennai, Tamil Nadu) war ein indischer Film- und Theaterschauspieler. Als Filmkomiker war er insbesondere in den 1960er Jahren ein beliebter Darsteller des tamilischen Films.

## Karriere
Er stammt aus einer kanaresischen Familie und begann als Schauspieler in Theatergruppen. Sein Filmdebüt hatte Nagesh 1958. In Server Sundaram (1964), der Leinwandadaption eines Bühnenstücks von K. Balachander, spielte er seine erste Hauptrolle – den Kellner Sundaram, der sich hoffnungslos in die reiche Radha verliebt – und führte damit die Figur des „tragischen Helden“ in den tamilischen Film ein. Nagesh hatte die Rolle bereits zuvor auf der Bühne verkörpert.
Neben seinen zahlreichen komischen Rollen fand er auch Beachtung als Charakterdarsteller, u. a. in A. P. Nagarajans Thiruvilaiyadal (1965) als armer Dichter und in C. V. Sridhars Kadalikka Neramillai (1964), sowie in ernsten Rollen unter der Regie Balachanders in Neer Kumizhi (1965) und Ethir Neechal (1968). Nagesh trat gemeinsam mit Sivaji Ganesan, M. G. Ramachandran und Kamalahasan auf, als Filmpartnerin wurde ihm häufig die Schauspielerin Manorama zur Seite gestellt.
Seit Ende der 1970er Jahre spielte Nagesh gelegentlich auch in Telugu- und Malayalam-Filmen. Sein letzter Film war die Kamal-Hassan-Produktion Dasavatharam (2008). Für sein Wirken wurde Nagesh mehrfach ausgezeichnet, darunter 2007 mit dem tamilischen Kannadasan Award.
Nageshs Sohn Anand Babu ist ebenfalls Schauspieler.

## Filmografie (Auswahl)
- 1961: Thayilla Pillai (L. V. Prasad)
- 1962: Nenjil Ore Alayam (C. V. Sridhar)
- 1963: Periya Idathu Penn (T. R. Ramanna)
- 1963: Raktha Tilakam (Dada Mirasi)
- 1964: Kadalikka Neramillai (C. V. Sridhar)
- 1964: Server Sundaram (R. Krishnan und S. Panju)
- 1965: Ayirathil Oruvan (B. R. Panthulu)
- 1965: Enga Veetu Penn (Tapi Chanakya)
- 1965: Neer Kumizhi (K. Balachander)
- 1965: Thiruvillaiyadal (A. P. Nagarajan)
- 1966: Chitthi (K. S. Gopalakrishnan)
- 1966: Major Chandrakanth (K. Balachander)
- 1966: Yarukaka Azhudan (Jayakantan)
- 1967: Bhama Vijayam (K. Balachander)
- 1967: Kandan Karunai (A. P. Nagarajan)
- 1967: Thangai (A. C. Trilogchander)
- 1967: Thanga Thambi (Francis Ramanath)
- 1967: Thaikku Thalaimagan (M. A. Thirumugham)
- 1968: Ethir Neechal (K. Balachander)
- 1968: Pudhiya Bhoomi (Tapi Chanakya)
- 1968: Thillana Mohanambal (A. P. Nagarajan)
- 1969: Kaval Daivam (K. Vijayan)
- 1969: Nam Naadu (Jambulingam)
- 1969: Vaa Raja Vaa (A. P. Nagarajan)
- 1970: Penn Daivam (M. A. Thirumugham)
- 1970: Vietnam Veedu (P. Madhavan)
- 1973: Ulagam Sutrum Valiban (M. G. Ramachandran)
- 1975: Apoorva Ragangal (K. Balachander)
- 1976: Sila Nerangalil Sila Manithargal (A. Bhimsingh)
- 1978: Oru Nadigai Nadagam Parkiral (A. Bhimsingh)
- 1979: Vetagadu (K. Raghavendra Rao) – Telugu
- 1981: Valarthu Mrugangal (T. Hariharan) – Malayalam
- 1989: Apoorva Sahodarargal (S. Srinivasa Rao)
- 1990: Shatruvu (Kodi Ramakrishna) – Telugu
- 1994: Magalir Mattum (S. Srinivasa Rao)
- 1994: Nammavar (K. S. Sethumadhavan)
- 2002: Panchathantiram (K. S. Ravikumar)
- 2006: Imsai Arasan 23 M Pulikesi (Chimbudeven)
- 2008: Dasavatharam (K. S. Ravikumar)